# Георгий Войтех
Георгий Войтех (убит в 1072) — болгарский аристократ XI века, представитель скопской знати, организатор крупного восстания против византийского владычества. Происходил из знатного кавханского рода.

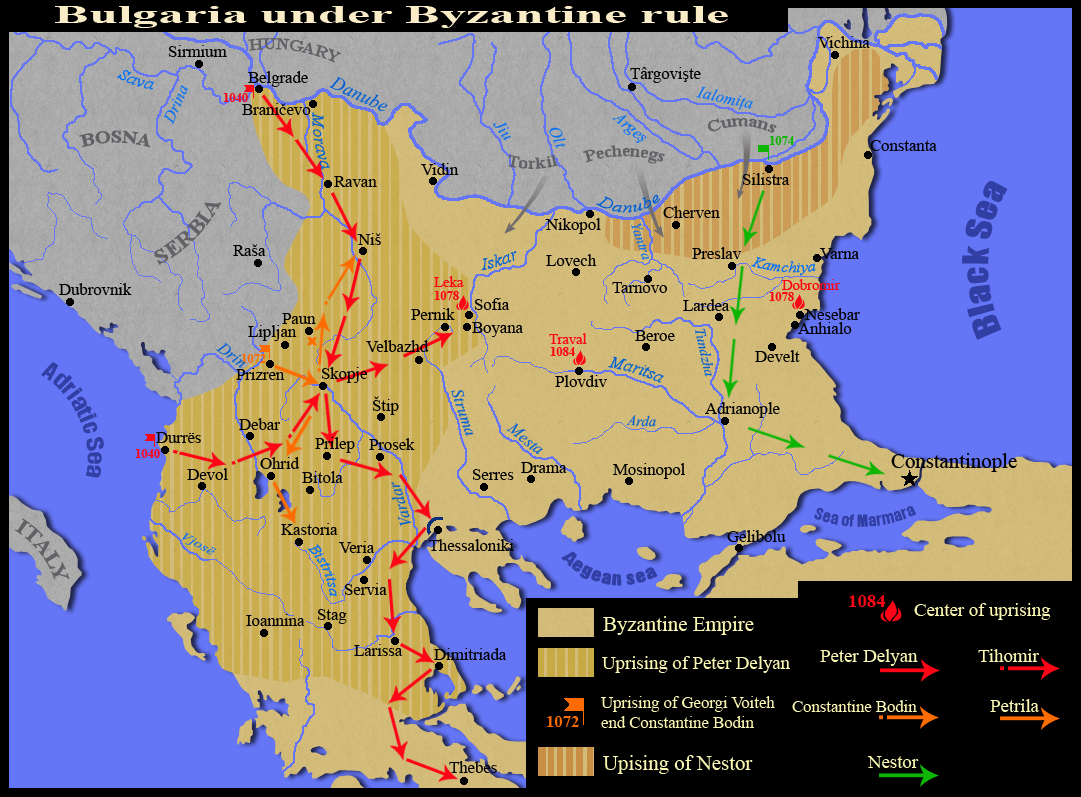
Болгария под византийским владычеством

Увеличение налогового бремени, ослабление Византии в результате нашествия печенегов, сокрушительное поражение под Манцикертом вызвали рост недовольства византийской властью среди болгарского населения. Восстание, вспыхнувшее в 1072 году в Скопье, возглавил Георгий Войтех. Восставшие обратились к князю Зеты, Михаилу, с просьбой отправить к ним одного из своих сыновей, наследников болгарской царской династии, чтобы он возглавил болгарское государство. Михаил отправил своего седьмого сына — Константина Бодина, которого в Призрене боляре объявили царем Болгарии.
После захвата Скопье, Войтех остался в нем наместником, а восставшие во главе с Константином Бодином двинулись на Ниш, который вскоре захватили. Но, одновременно с этим, византийские войска осадили Скопье. Предполагая невозможность длительной обороны города и не веря в скорую помощь со стороны Константина Бодина, Георгий Войтех вступил в переговоры с византийским военачальником Михаилом Саронитом и сдал ему город.
Позже Войтех раскаялся за своё малодушие и тайно написал письмо Бодину, предлагая внезапно напасть на византийцев, рассчитывая на их неготовность к такому повороту событий. Константин Бодин во главе войска отправился к Скопье, но по пути попал в засаду, попал в плен и был отправлен в Константинополь. Восстание было подавлено.
Георгий Войтех умер по пути в Константинополь в результате пыток, которым он был подвергнут.

## Другое
Именем Войтеха назван мыс на острове Ливингстона архипелага Южные Шетландские острова.